# 廷格利 (艾奥瓦州)
廷格利（英語：Tingley）是一個位於美國愛荷華州靈戈爾德縣的城市。

## 地理
廷格利的座標為40°51′10″N 94°11′45″W / 40.85278°N 94.19583°W，而該地的平均海拔高度為382米（即1253英尺）。

## 人口
根據2010年美國人口普查的數據，廷格利的面積為1.76平方千米，當中陸地面積為1.76平方千米，而水域面積為0.00平方千米。當地共有人口184人，而人口密度為每平方千米104人。